# Anthrax binotatus
Anthrax binotatus är en tvåvingeart som beskrevs av Christian Rudolph Wilhelm Wiedemann 1820. Anthrax binotatus ingår i släktet Anthrax och familjen svävflugor. Inga underarter finns listade i Catalogue of Life.